# Compromís històric
El Compromís històric (italià: Compromesso storico) és el nom amb el qual es coneix a Itàlia la política d'apropament entre la Democràcia Cristiana (DC) i el Partit Comunista Itàlia (PCI) duta a terme durant els anys setanta. Aquesta política en qualsevol cas no dugué al Partit Comunista a participar al govern en una gran coalició en el sentit del consociativisme.
En el 1973, Enrico Berlinguer, secretari general del PCI des de feia un any, proposà el "compromís històric" a la revista Rinascita, tot reflexionant sobre el cop d'estat a Xile.

## Motius
La proposta d'Enrico Berlinguer a la Democràcia Cristiana per dur a terme una col·laboració de govern devia interrompre l'anomenada conventio a excludendum del segon partit italià del govern, és a dir, l'exclusió del PCI del govern nacional a causa dels seus vincles amb la Unió Soviètica.
Amb tal col·laboració s'afirmava que es volia protegir la democràcia italiana dels perills d'involució autoritària i de l'estratègia de tensió que havia ensangonat el país des del 1969. Al mateix temps, Berlinguer subratllava en les seves intervencions públiques la independència dels comunistes italians de la Unió Sovietica i l'anhel convertir el seu partit en una força de la societat occidental.
El "compromís històric" va ser proposat per primer cop per Enrico Berlinguer en l'assaig "Reflexions sobre Itàlia després dels fets de Xile" publicat en tres articles a la revista Rinascita en el qual analitzava el cop d'estat xilè del 1973, que havien dut a terme les forces reaccionàries en col·laboració amb els Estats Units per tal d'enderrocar el govern del socialista Salvador Allende, l'11 de setembre de 1973:
1. Rinascita n° 38 del 28 setembre 1973: "Imperialisme i coexistència a la llum dels fets xilens - Necessària una reflexió atenta sobre el quadre mundial";
2. Rinascita n° 39 del 5 octubre 1973: "Via democràtica i violència reaccionària - Reflexió sobre Itàlia després dels fets de Xile";
3. Rinascita n° 40 del 12 octubre 1973: "Aliances socials i schieramenti polítiques - Reflexions sobre Itàlia després dels fets de Xile".

Allende havia estat elegit democràticament el 1970, guanyant per un marge estret, i el seu govern va haver de patir atacs violents de l'oposició durant tres anys, abans de ser enderrocat pel sagnant cop. Berlinguer va escriure llavors que a Itàlia "seria completament il·lusionant pensar que, fins i tot si els partits i les forces d'esquerra aconseguissin assolir el 51% dels vots i la representació parlamentària [...], aquest fet garantiria la supervivència i el treball d'un govern que era l'expressió d'aquest 51 per cent" d'aquí la necessitat d'una majoria que inclogués el PCI i la DC, els vots dels quals a les eleccions eleccions del 1972 sumàven al voltant del 65 per cent.

## Acollida i desenvolupament
L'aposta de Berlinguer, fonamentalment lligada a la política de l'eurocomunisme, no fou ben acollida per l'ala esquerra del seu partit.
La proposta del Compromís històric va ser vista negativament del Partit Socialista Italià i en particular per dirigents destacats com Bettino Craxi i Riccardo Lombardi, que veien en aquest dibuix una clara temptativa de marginalitzar el PSI i de suprimir definitivament el projecte d'una alternativa d'esquerres que portés el PCI al govern, però sota el lideratge dels socialistes.
El suport al compromís va trobar en canvi suports en l'ala esquerra de la DC que tenia com a referents el mateix president del partit Aldo Moro i el secretari Benigno Zaccagnini, però no tenia l'aval de l'ala dreta de la DC, representada de Giulio Andreotti. El mateix Andreotti en una entrevista va declarar: "al meu entendre, el compromís històric és el fruit d'una profunda confusió ideologica, cultural, programatica, històrica. I, a l'acte pratico, resultaria la summa de dos problemes: el clericalisme i el collectivisme comunista."
Es va arribar a un compromís mínim mitjançant el suport extern proporcionat pel PCI al govern monocolor de DC de Solidaritat Nacional, dirigit per Giulio Andreotti el 1976. El 1978 aquest govern va dimitir per permetre una entrada més orgànica del PCI a la majoria, sense arribar a tenir ministres al govern Andreotti IV.
Tanmateix, el dificultós acord entre el PCI i la DC va empènyer l'extrema esquerra a boicotejar el PCI i va portar els militants de les Brigades Roges a segrestar (i posteriorment assassinar) a Aldo Moro el dia del primer debat sobre la confiança en el nou govern Andreotti, el 16 de març de 1978.
Al cap d'un any aproximadament, el PCI va retirar el suport al govern Andreotti, sentint-se insatisfet amb la manca d'influència en la línia governamental, i va canviar de nou a l'oposició. Sense el suport de Moro al Compromís històric, la DC va presentar definitivament la línia de la tercera fase amb el XIV congrés de febrer de 1980, quan va imposar-se l'aliança entre Dorotei, Fanfaniani, Proposta i Forze nuove amb un 57,7%, que va aprovar l'anomenat " Preàmbul" al document final que excloïa les aliances amb el PCI. L'oposició, formada per la facció de Zaccagnini i els andreotians, va obtenir un 42,3%.
Berlinguer i el PCI van tornar a intentar proposar el Compromís històric al nou secretari de la DC Flaminio Piccoli, però en va. A més, la resistència interna al si del Partit Comunista havia crescut considerablement.
Amb el que Macaluso defineix com el segon Viratge de Salerno, el 28 de novembre de 1980 Berlinguer va anunciar que volia abandonar la línia de Compromís històric per abraçar la de "l'alternativa democràtica", per a la qual l'objectiu seria la formació de governs de solidaritat nacional que excloguessin la DC.